# Jermołajewo
Jermołajewo (ros. Ермола́ево, baszk. Ермолаевка) – wieś (ros. село, trb. sieło) w Rosji, w Baszkortostanie. W 2010 roku liczyła 6397 mieszkańców.